# Frank Brian
Frank Sands Brian (ur. 1 maja 1923 w Zachary, zm. 14 maja 2017 tamże) – amerykański koszykarz, obrońca, mistrz NBL, dwukrotny uczestnik NBA All-Star Game, zaliczany do drugiego składu najlepszych zawodników NBA.

## Osiągnięcia
NCAA
- Zaliczony do:
  - I składu SEC (1943)[4]
  - II składu SEC (1947)
  - Galerii Sław Sportu:
    - stanu Luizjana - Louisiana Sports Hall of Fame (1986)[5]
    - uczelni LSU - LSU Hall of Fame (2013)[4]

NBL
- Mistrz NBL (1949)[6]
- Zaliczony do:
  - I składu NBL (1949)[7]
  - II składu NBL (1948)[7]

BAA/NBA
- 2-krotny wicemistrz NBA (1955, 1956)[8]
- 2-krotny uczestnik meczu gwiazd NBA (1951, 1952)[2]
- 2-krotnie zaliczany do II składu NBA (1950, 1951)[3]